# Norman L. Bowen
Norman Levi Bowen (21 de junio de 1887-11 de septiembre de 1956) fue un geólogo canadiense, que revolucionó la petrología experimental y la comprensión de la cristalización de los minerales. Los estudiantes de geología están familiarizados con las Series de Bowen, que describen cómo diferentes minerales cristalizan bajo diferentes condiciones de presión y temperatura.

## Carrera
Bowen realizó una investigación experimental en el Laboratorio de Geofísica, Instituto Carnegie de Washington desde 1912 hasta 1937. Publicó en 1928 The Evolution of the Igneous Rocks [La evolución de las rocas ígneas], un libro que sentó las bases del uso de la geoquímica y geofísica para el estudio de rocas y minerales. Este libro se convirtió en «el manual» de petrología.

## Vida personal
Bowen se casó con Mary Lamont en 1911, y tuvieron una hija, Catherine.

## Premios y distinciones
- Recibió la Medalla Penrose de la Sociedad Geológica de América en 1941 y fue su presidente en 1945.[2]
- Fue elegido como Miembro Extranjero de la Royal Society en 1949.[3]
- El Premio Norman L. Bowen, otorgado anualmente por la Unión Americana de Geofísica, se nombra en su memoria.
- Los astronautas del Apolo 17 nombraron el pequeño cráter Bowen-Apollo en su honor.[4]

## Lecturas relacionadas
- Norman L. Bowen, perfil de science.ca. Disponible en: www.science.ca
- Yoder, H. S., Jr.  Norman L. Bowen: El enfoque experimental de la Petrología . GSA Today 5 (1998): 10-11. Disponible: gt98may10_11.pdf
- Yoder, H. S., Jr.  Norman L. Bowen (1887-1956), MIT Class of 1912, primer becario predoctoral del Laboratorio de Geofísica.  Earth Sciences History 1 (1992): 45-55. Disponible: bowen_paper.html
- Norman Levi Bowen Papers, 1907-1980 (A Granel 1907-1955), Laboratorio de Geofísica, Carnegie Institution of Washington, DC, Encontrar ayuda escrito por: Jennifer Snyder, marzo de 2004, PDF disponible: bowen.pdf
- Strickler, Mike, "Ask GeoMan ...", "¿Qué es la serie de reacción de Bowen?", geoQuerry32.html Archivado el 27 de mayo de 2014 en Wayback Machine.
- Sitio de bibliografía de Bowen
- Lista de los ganadores del Premio Bowen